# یاروسلاول

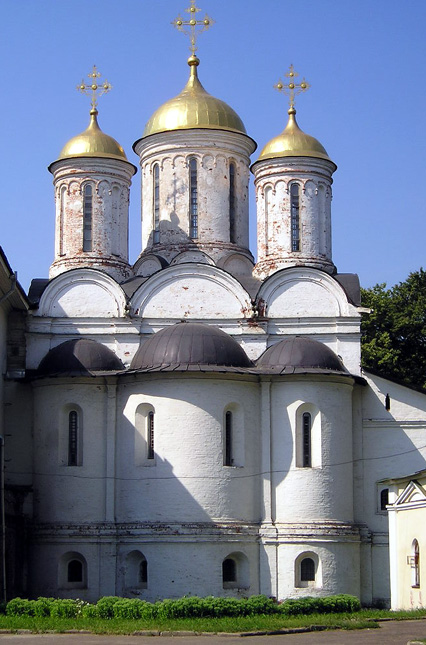
صومعهٔ نجات‌دهنده مروبط به سال‌های ۱۵۰۵–۱۶، کهنترین کلیسای موجود یراسلاول می‌باشد.

یاروسلاول (به روسی: Яросла́вль) شهری‌است در روسیه و مرکز اداری استان یراسلاول. یراسلاول در ۲۵۰ کیلومتری شمال خاوری مسکو جای دارد. بخش تاریخی شهر -که در فهرست میراث جهانی یونسکو ثبت‌است- در هم‌ریزگاه دو رود ولگا و کوتوروسل قراردارد. برپایهٔ سرشماری سال ۲۰۰۲ جمعیت این شهر ۶۱۳٬۰۸۸ تن برآورد شده‌است.

## شهرهای خواهر
- ازمیر ترکیه
- بارلینگتون آمریکا
- کویمبرای پرتغال
- دانانگ ویتنام
- اگزتر انگلستان
- هاناو آلمان
- ییواسکیلای فنلاند
- کاسل آلمان
- پواتیه فرانسه
- پالرموی ایتالیا